# 住商マリン
住商マリン株式会社（すみしょうマリン、英: Sumisho Marine Co., Ltd.））は、東京都千代田区神田錦町に本社を置く商社である。住友商事の完全子会社である。

## 概要
住友商事の融資管理業務受託を行う企業として設立。2021年4月1日には住友商事の船舶トレード事業を事業分割により継承し、住友マリンに機能を集約した。事業継承後も事業開発部門や住商マリンの管理統括部門は住友商事本体に残っている。 

## 事業所
- 本社 - 東京都千代田区神田錦町2-2-1 神田スクエア19階
- 今治営業所 - 愛媛県今治市共栄町2-2-1 しまなみビルヂング5階

## 沿革
- 1996年 - 住友商事100%子会社として設立。住友商事から融資管理業務受託。
- 2003年 - 住友商事保有船舶の保守運航管理業務開始。
- 2004年 - 舶用機材トレード開始。
- 2005年 - 傭船支援業務開始。
- 2021年 - 住友商事の船舶トレード事業を事業分割により継承し、機能を集約。
- 2022年 - 今治営業所（住友商事今治営業所を継承）を開設[2]。